# المعهد العالي لعلوم التمريض بتونس

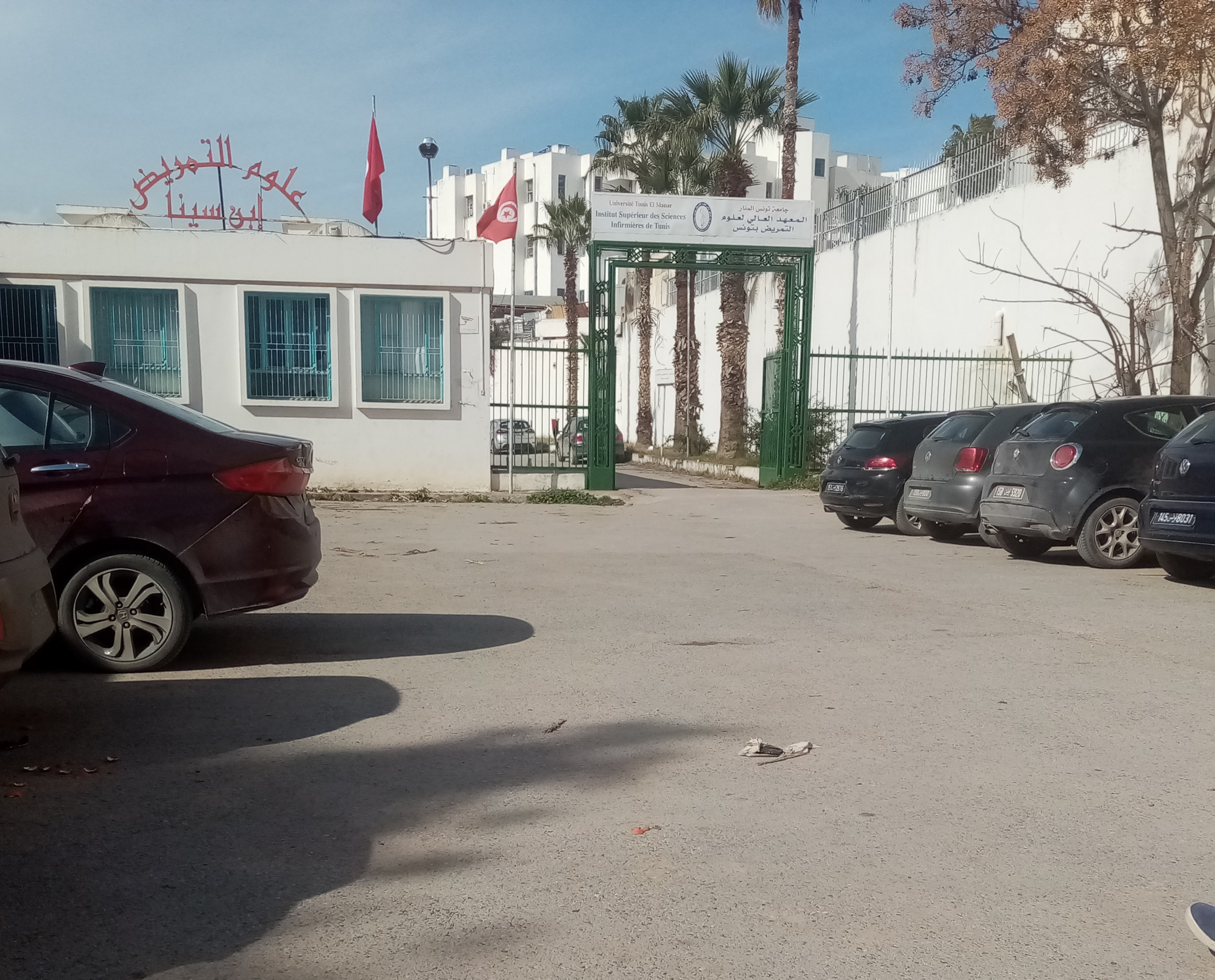
مدخل المعهد العالي لعلوم التمريض بتونس

المعهد العالي لعلوم التمريض بتونس هو إحدى المؤسسات العليا تحت الإشراف المزدوج بين وزارتي الصحة العمومية، والتعليم العالي والبحث العلمي من خلال جامعة تونس المنار. تأسس المعهد العالي لعلوم التمريض بتونس سنة 2006. و يقع المعهد في تونس العاصمة و تحديدا في منطقة الرابطة.

## نظامه
يقدم المعهد تكوينا متخصصًا في علوم التمريض وفقًا لنظام أمد (الإجازة والماجستير والدكتوراه). تعود الدفعة الأولى للممرضين المتخرجين من المعهد في جوان 2009. منذ بداية العام الدراسي 2013-2014 ، يقدم المعهد تكوين في الماجستير. كما يخطط لتقديم تكوين في الدكتوراه في غضون بضع سنوات.

### الإجازة
الإجازة الوطنية في علوم التمريض
تمت الموافقة على الإجازة في علوم التمريض من قبل اللجنة القطاعية منذ عام 2006. كل عام، تجذب هذه الإجازة عددًا كبيرًا من الطلاب الذين يهتمون بوظيفة في مجال الصحة، سواء على الصعيدين الوطني والدولي. يقدم المعهد برنامجًا تعليميًا شاملاً يمكن للطلاب من خلاله اكتساب المهارات الضرورية ليصبحوا ممرضين وممرضات. يتضمن البرنامج مجموعة متنوعة من وحدات التعليم التي تغطي مجموعة واسعة من التخصصات بما في ذلك علوم التمريض وعلوم الأحياء الطبية وعلوم إنسانية و إجتماعية. بالإضافة إلى ذلك، يتم تقديم وحدات عابرة تساعد الطلاب على تطوير المهارات غير الفنية.

### ماجيستير
الماجستير المهني في إدارة الرعاية الحرجة: خيار الإستعجالي
تم تصميم الماجستير المهني في إدارة الرعاية الحرجة، مع تخصص في مجال الإستعجالي، لتعزيز مهارات الممرضين العليا في مجال الرعاية الحادة. سيتاح لخريجي هذا البرنامج فرصة تعزيز مهاراتهم في إدارة الرعاية الصحية، والتنبؤ، والتخطيط السريع في حالات الطوارئ، مما سيجهزهم للانضمام إلى فرق الرعاية الحرجة.

### شهادة دراسات تكميلية ما بعد الإجازة
الشهادات الإضافية للدراسات (CEC) هي شهادات تُمنح في سياق التعليم العالي، عادة بعد الحصول على الإجازة وأحيانًا في إطار التدريب ما بعد الجامعي. تم تصميمها لتمكين الطلاب أو مهني الصحة من تطوير معرفتهم ومهاراتهم في مجال معين.
يقدم المعهد مجموعة من الشهادات الإضافية للدراسات (CEC) للطلاب والمحترفين في مجال الرعاية الصحية. إليك بعض هذه الشهادات:
- تقنيات التواصل في مجال الصحة: يركز هذا الشهادة على تطوير مهارات التواصل الحاسمة للمحترفين في مجال الرعاية الصحية. وهو يهدف إلى تحسين التفاعل مع المرضى وعائلاتهم والزملاء بفعالية.
- الإنجليزية الطبية: يستهدف هذا البرنامج اتقان اللغة الإنجليزية في سياق طبي. يساعد المشاركين على التواصل بشكل أكثر سلاسة ودقة في بيئة رعاية صحية دولية.
- تمريض الاستوما: متخصص في الرعاية وإدارة المرضى ذوي الاستوما، يقدم هذا الشهادة خبرة عميقة في هذا المجال الخاص في ممارسة التمريض.
- المحاكاة الرقمية في مجال الصحة: من خلال التركيز على استخدام التكنولوجيا لمحاكاة سيناريوهات الرعاية الصحية، يُعد هذا الشهادة الطلاب للتعامل مع الحالات الحقيقية باستخدام أدوات رقمية.
- تمريض القلب التدخلي: يركز هذا الشهادة على المهارات اللازمة للعمل في مجال القلب التدخلي، مما يُعد المحترفين لتقديم الرعاية الأساسية للمرضى الذين يعانون من أمراض قلبية خطيرة.

بالإضافة إلى ذلك، يخطط المعهد لتقديم مجموعة أخرى من الشهادات الإضافية للدراسات في المستقبل لتلبية احتياجات واهتمامات متنوعة للطلاب والمحترفين في مجال الرعاية الصحية.

## الحياة الطلابية
المعهد يضم العديد من الأندية التي تهدف إلى توفير أنشطة ترفيهية وفرص لتعزيز مهارات الطلاب الأكاديمية. بالإضافة إلى ذلك، تلتزم هذه الأندية والجمعيات بدعم الدور الاجتماعي للطلاب، سواء على الصعيدين المحلي والوطني.
المعهد يضم العديد من الأندية، بما في ذلك نادي Tunivisions ISSIT (تأسس في عام 2018)، ونادي Infermiera + (تأسس أيضًا في عام 2018)، ونادي Enactus ISSIT (تأسس في عام 2016)، ونادي الفنون Artissit ، ونادي Par'act ISSIT (تأسس في عام 2021) بالإضافة إلى أندية وجمعيات أخرى.
في المعهد، هناك أيضًا مجموعة متنوعة من الفعاليات الرياضية والاجتماعية، بما في ذلك الأنشطة مثل كرة القدم، وتنس الطاولة، ولعبة السرعة (Speedball)، ورياضة الريشة الطائرة (Badminton)، ولعبة الشطرنج، والعديد من الأنشطة الأخرى. تساهم هذه الفعاليات في تعزيز تنوع الأنشطة وتشجيع مشاركة الطلاب في مجالات الرياضة والثقافة.
بالإضافة إلى ذلك، هناك أيضًا في المعهد مركز 4C ISSIT (مركز الوظائف والشهادات لتطوير المهارات). مركز 4C ISSIT يسهم في تعزيز فرص التوظيف وتطوير المهارات والشهادات بهدف تعزيز تطوير ثقافة المبادرة لدى الطلاب والخريجين من التعليم العالي.

## معرض الصور
الـمعهد يضم العديد من الفصول الدراسية والمدرجات والمختبرات التطبيقية والمكاتب الإدارية وقاعة إعلامية ومكتبة كبيرة ومشرب، بالإضافة إلى حديقة جميلة.

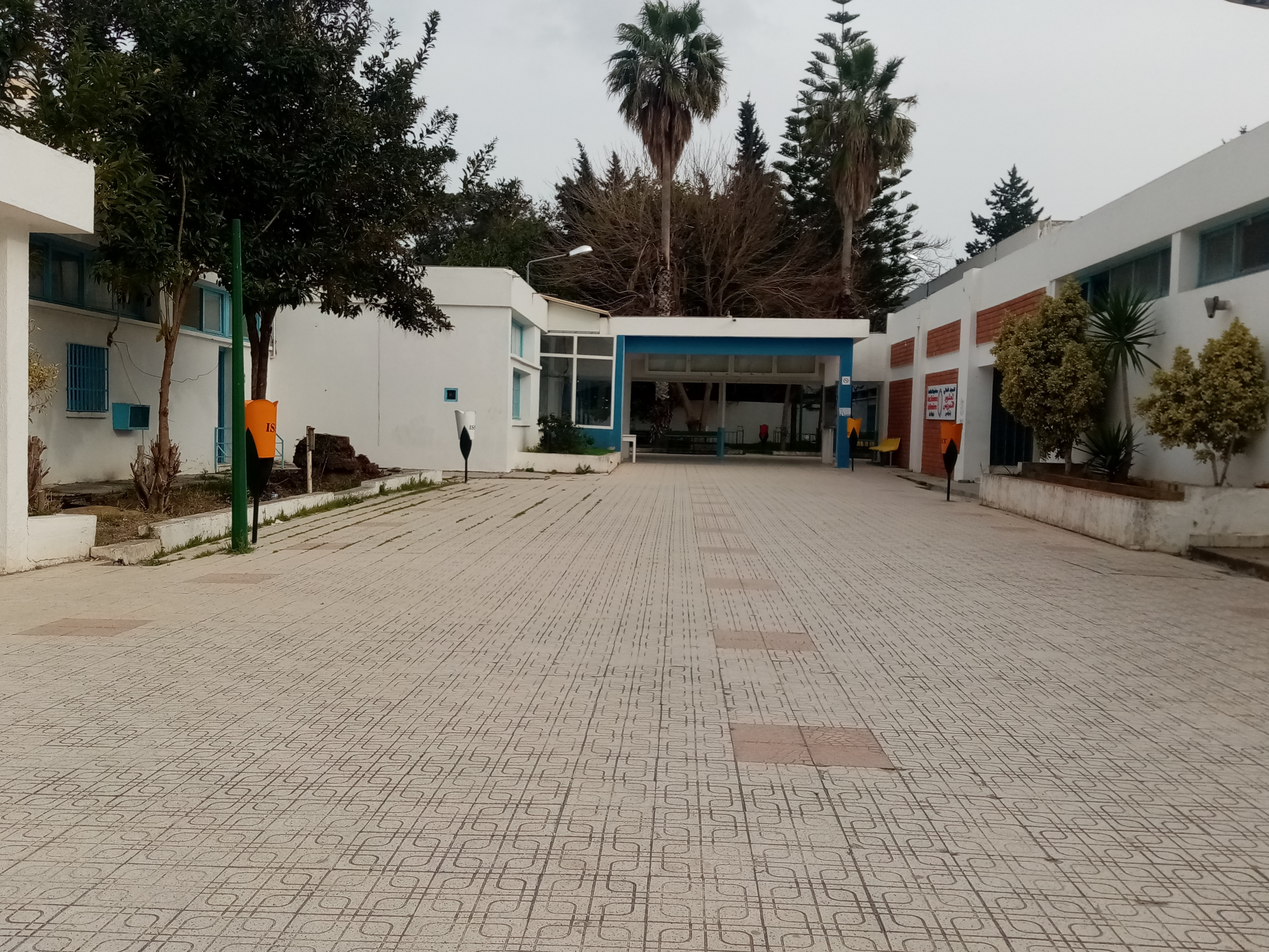
وسط المعهد

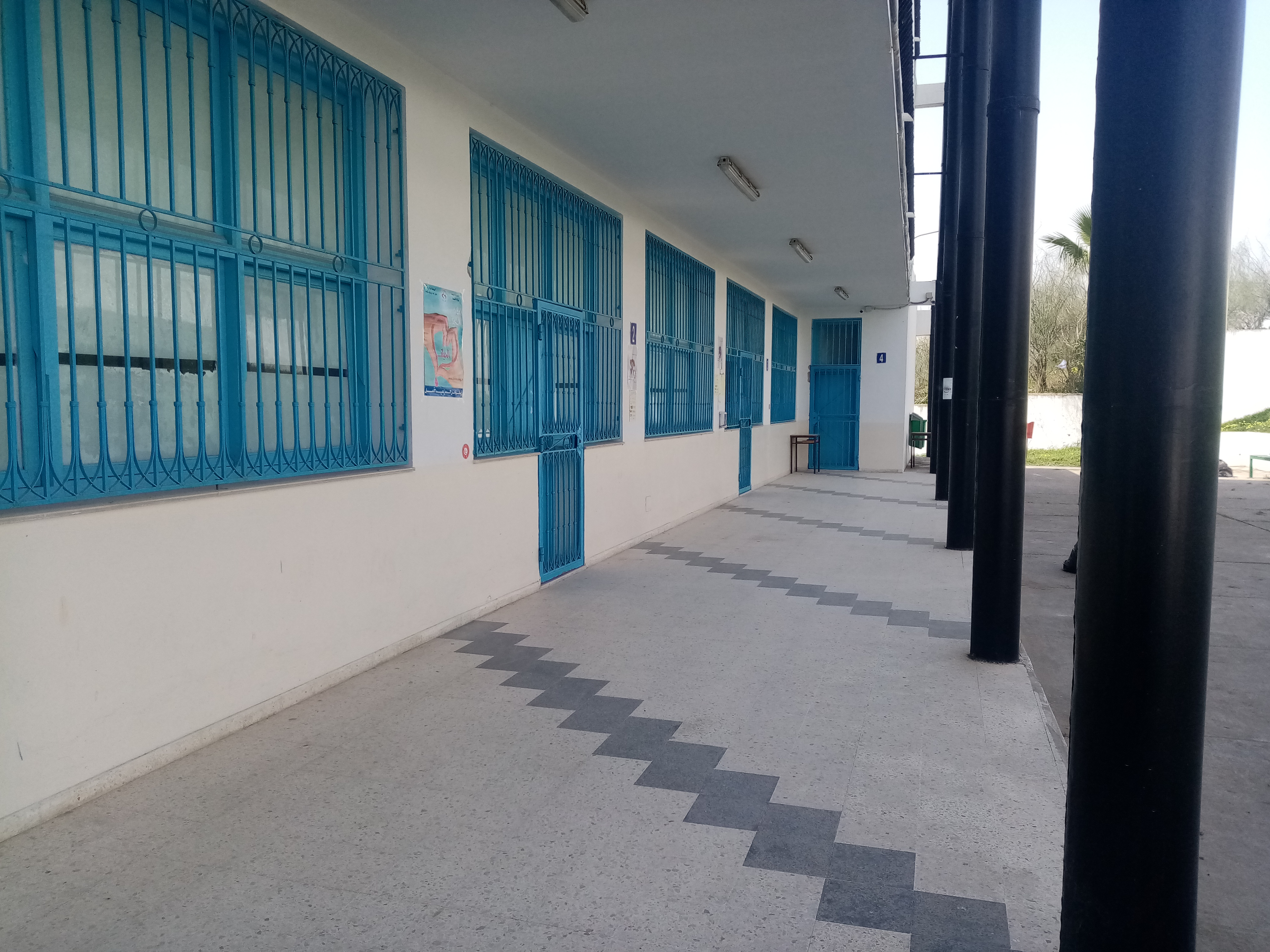
قاعات التدريس

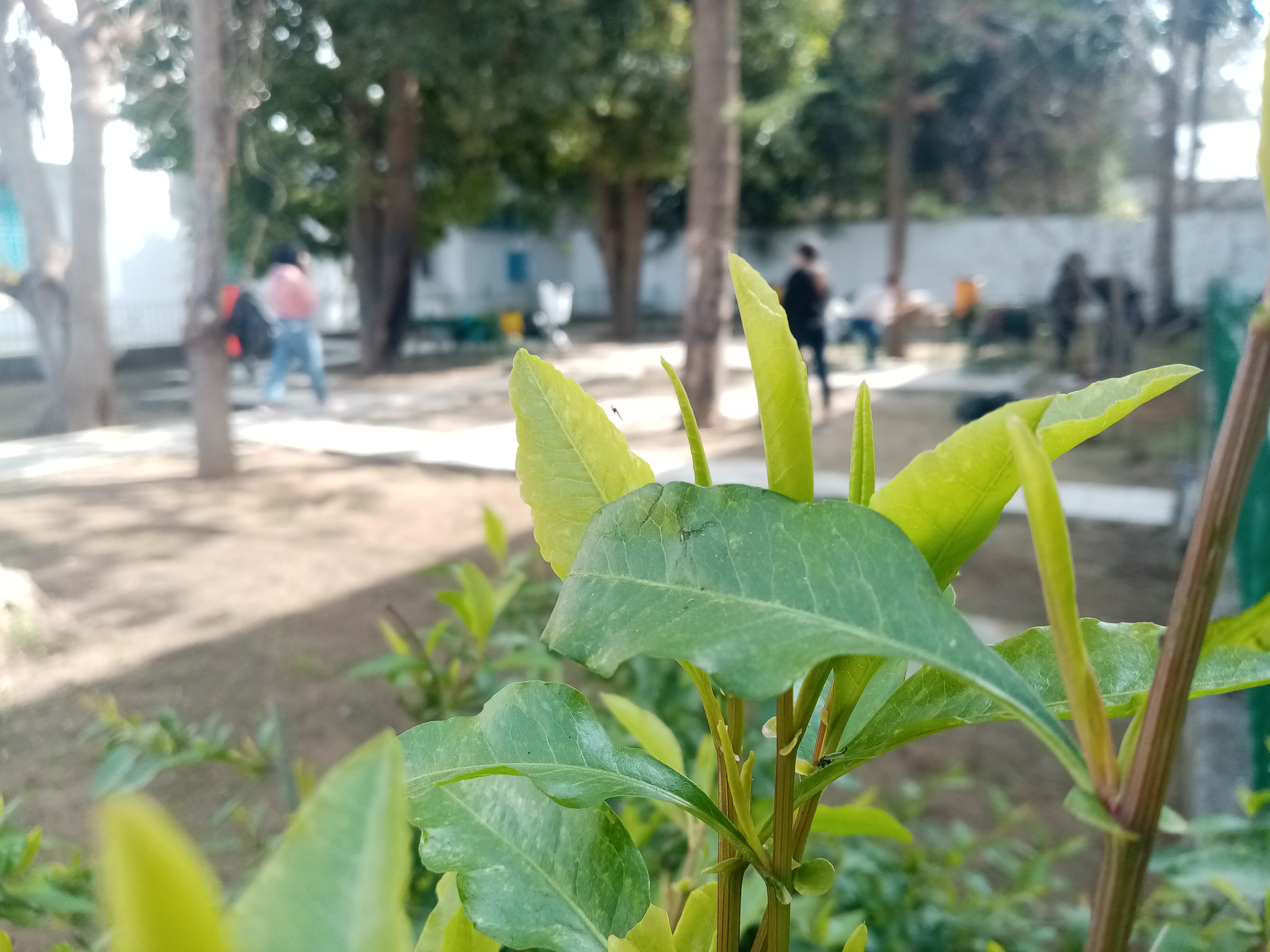
حديقة المعهد